# 恩绍定理
恩绍定理（英語：Earnshaw's theorem）指出点粒子集不能被稳定维持在仅由电荷的静电相互作用构成的一个稳定静止的力学平衡结构。该定理首次被英国数学家塞缪尔·恩绍于1842年证明。该定理通常被用于磁场中，但该定理最初被应用于静电场中。该定理适用于经典平方反比定律的力（静电力和引力），同时也适用于磁铁和順磁性材料或者其它任意组合（但非抗磁性材料）的磁场力。

## 介绍
通俗地讲，一个点电荷在任意一个静电场的情况是高斯定律的一个简单结果。市售磁浮陀螺未違反此定律，因爲磁浮陀螺在旋轉的時候有進動，而非靜止。
在拘束粒子的極高能和及低能實驗中，必須使用隨時間改變的電場或隨空間改變的磁場來平均而言的限制粒子的活動，前者如對撞機物理的環形加速器、後者如量子資訊實驗的低溫離子井。